# 창녕여자중학교
창녕여자중학교(昌寧女子中學校)는 대한민국 경상남도 창녕군 창녕읍 말흘리에 있는 사립 중학교이다.

## 학교 연혁
- 1959년 4월 20일 : 창녕고등공민학교 개교 (교장 하상세)
- 1962년 3월 5일 : 창녕여자중학교 설립ㆍ인가 (초대 교장 하상세 취임)
- 1964년 1월 8일 : 학교법인 세종학원 설립ㆍ인가 (초대 이사장 하상세 취임)
- 2001년 7월 20일 : 창녕 ‘군민 정보화’ 교육 실시(누계 700명)
- 2006년 3월 1일 : 특수학급 1학급 신설
- 2010년 9월 1일 : 제19대 김두현 이사장 취임
- 2011년 3월 2일 : 경남교육청 지정평생교육 지역중심학교 운영
- 2012년 2월 6일 : 학교 소운동장 개장
- 2021년 3월 1일 : 제16대 유경옥 교장 취임
- 2022년 12월 29일 : 제62회 졸업식(졸업생 39명, 총 6,258명)
- 2023년 3월 2일 : 2023입학식 (신입생 40명)

## 참고 자료
- 창녕여자중학교 - 한국교육학술정보원 학교알리미